# كلوي لانغ
كلوي لورنكو لانج (وُلدت 14 نوفمبر 2001) هي ممثلة وراقصة ومغنية أمريكية، اشتهرت بشكل أساسي بلعب دور ستيفاني مينسويل في مسلسل الأطفال الآيسلندي مدينة الكسالى.

## المَراجع
1. ↑  "Learn about Chloe Lang". Famous Birthdays (بالإنجليزية). Archived from the original on 2022-05-20. Retrieved 2022-08-22.
2. ↑   https://www.famousbirthdays.com/people/chloe-lang.html. {{استشهاد ويب}}: |url= بحاجة لعنوان (مساعدة) والوسيط |title= غير موجود أو فارغ (من ويكي بيانات) (مساعدة)

## وصلات خارجية
- كلوي لانغ على موقع IMDb (الإنجليزية)
- كلوي لانغ على موقع قاعدة بيانات الفيلم (الإنجليزية)
- كلوي لانغ على موقع كينوبويسك (الروسية)